# Art Tower Mito
L'Art Tower Mito (水戸芸術館 Mito Geijutsukan) è un complesso artistico localizzato a Mito, Ibaraki, in Giappone. Ha aperto nel 1990 come parte delle celebrazioni del centenario del comune di Mito. La struttura presenta una sala da concerto che può ospitare 680 posti, un teatro fino al 636 posti, una galleria d'arte contemporanea e una torre dalla forma romboidale costruita a lamiera. Arata Isozaki è stato l'architetto che ha progettato il complesso. Il design è basato sull'elica di Boerdijk-Coxeter.